# 埃尔格罗韦
埃尔格罗韦（西班牙語：El Grove）是西班牙加利西亚自治区蓬特韦德拉省的一个市镇。 总面积22平方公里，总人口11.039人（2001年），人口密度502人/平方公里。